# 遺伝子疾患
遺伝子疾患（いでんししっかん、英: Genetic disease）は、遺伝物質であるDNAの変化（突然変異）によって起こる病態である。遺伝子疾患は親から子へ遺伝する場合としない場合がある。 狭義に遺伝病とも称されるが、現在では次世代に遺伝しない場合も含めた概念となっている。
遺伝性疾患（英: hereditary disease）もDNA変化によって引き起こされる。重要な特徴は、病気が親から子へ伝播する、すなわち遺伝するという事実である。
常染色体劣性遺伝または伴性遺伝の疾患（または形質）に関連するゲノムの変異（対立遺伝子）を子孫に受け継ぐ可能性があり、その疾患の症状（またはその形質の特徴）がない個人は、遺伝的保因者（または単に保因者）と呼ばれる。

## 基本的な種類
遺伝性疾患は染色体異常症、単一遺伝子疾患、多因子遺伝の3種類に分類される。

### 染色体異常症
染色体異常症は染色体全体あるいは染色体の一部分に含まれる複数の遺伝子の過剰あるいは不足が原因である。21番染色体トリソミーによるダウン症候群などが有名である。

### 単一遺伝子疾患
単一遺伝子疾患は1つの遺伝子の変異により発症する。単一遺伝子疾患はメンデル遺伝形式に従うという大きな特徴がある。これまで知られている単一遺伝子疾患は、Vector A.McKusickによる著書である「Mendelian Inheritance in Man」に記載されており、殆どの単一遺伝子疾患は稀なものである。しかし単一遺伝子疾患群としてみると、およそ2％の人が生涯のいずれかの時期で単一遺伝子疾患に罹患していることに気がつくという報告もある。小児期に発症する重篤な単一遺伝子疾患の頻度は0.36%であり、入院している小児疾患の6～8％は単一遺伝子疾患に罹患していると推定されている。小児疾患が多いが単一遺伝子疾患の10％以下だが思春期以降に症状が発現し、1％は生殖期間が終わった後に発症するものもある。単一遺伝子疾患は診断が家系構成員の健康に大きく影響する点が非常に重要となる。
DNA配列の変異による疾患として初めて明らかにされたのは1983年ハンチントン舞踏病のHTT遺伝子のCAGリピート伸長である。
単一遺伝子疾患が従うメンデル遺伝学では常染色体優性遺伝、常染色体劣性遺伝、X連鎖性優性遺伝、X連鎖性劣性遺伝の4つが基本形式になる。いくつかの例外も知られており、ゲノムインプリンティングによる特異的な遺伝形式を示す偽性副甲状腺機能低下症や母系遺伝などを示すミトコンドリア病などがあげられる。

#### 常染色体劣性遺伝
劣性遺伝の古典的定義はホモ接合体でのみ発現し、ヘテロ接合体では発現しない表現型のことである。劣性遺伝疾患の多くは、遺伝性産物の機能を減じるか消失させる変異、いわゆる機能喪失型（loss-of-function）が原因である。常染色体劣性遺伝疾患の罹患者の両親は通常は変異アレルの無症候性保因者である。近親婚がある場合は常染色体劣性遺伝疾患の発症リスクが高くなる。インドや中東諸国、アジアの一部では未だに血族婚があふれている地域もある。血族婚ではないにもかかわらず偶然に無症候性保因者同士で結婚したことが劣性遺伝性疾患では一番多い原因になる。特に白人では嚢胞性線維症という常染色体劣性遺伝性疾患の原因遺伝子であるCFTR遺伝子の変異アレル保因者が多く、血族婚でなくとも嚢胞性線維症を発症しうる。このように、劣性遺伝形式が集団において高頻度に保持されている場合もある。家族歴を聴取する場合は血族婚の有無の他にカップルが似通った民族もしくは地理的起源がないかに関しても聴取する必要がある。新生突然変異で常染色体劣性遺伝性疾患を発症する可能性は極めて低い。この点は他の優性遺伝性疾患とX連鎖性疾患の状況と大きく異なる点である。以下に常染色体劣性遺伝の特徴をまとめる。
- 常染色体劣性の表現型は2人以上の家系構成員に出現するならば、典型的には発端者の同胞群にのみみられ、両親、子、他の血縁者にみられない。
- ほとんどの常染色体劣性遺伝疾患は男女が等しく罹患する。
- 罹患した子の両親は、変異アレルの無症候性保因者である。
- 罹患者の両親は近親性をもつことがある。これは、その疾患の責任遺伝子が集団内で稀ならば、特に可能性が高い。
- 発端者の同胞の再発率はそれぞれ1/4である。

#### 常染色体優性遺伝
変異アレルがホモ接合体でもヘテロ接合体でも発現する場合を優性遺伝という。完全優性では変異アレルがホモ接合体でもヘテロ接合体でも同様の症状を示す。しかし完全優性は実際の医療においては稀である。多くの優性遺伝疾患では通常はヘテロ接合体よりもホモ接合体の方が症状は重篤になる。ホモ接合がヘテロ接合体より重篤になる場合を不完全優性という。常染色体優性遺伝疾患の罹患率は少なくとも特定の地域では高い。ヨーロッパ系集団もしくは日本人集団では家族性高コレステロール血症が500人に1人であり、北ヨーロッパ系の集団ではハンチントン病、神経線維腫症、多発性嚢胞腎が2500人から3000人に1人である。常染色体優性遺伝疾患は子に遺伝するという点が大きな特徴である。また医学的重要性をもつ多くの優性遺伝の多くは、親から変異アレルを受け継ぐことで罹患するのみではなく、変異アレルを持たない親からも自然発生の新生突然変異が生じることで罹患する。常染色体優性遺伝の特徴を下記にまとめる。浸透率（ある遺伝子が何らかの表現型を発現する確率）の低下や表現型が軽度で気づかれていない場合などもあり、家系図が常染色体優性遺伝らしかぬように見えることもある。ポリグルタミン病の多くは常染色体優性遺伝である。
- 優性遺伝の表現型は通常どの世代にも出現し、各罹患者は罹患した親をもつ。
- 罹患した親のどの子も、その形質を受け継ぐリスクは50％である。
- 表現型が正常な家系構成員は、子に疾患表現型を伝達しない。
- 男女は等しくいずれの性の子にも表現型を伝達する。特に男－男伝達がありえるし、男性は非罹患の娘を持つことがある。
- 孤発例の大部分は新生突然変異による。疾患の適応度が低い（子孫を残せない）ほど新生突然変異の割合が大きくなる。

#### X連鎖遺伝
男性はX染色体は1本しか持たないが、女性は2本持つ。男性は野生型アレルのヘミ接合か、変異型アレルのヘミ結合の2つの可能性がある。女性は野生型アレルのホモ結合、変異型アレルのホモ結合、野生型アレルと変異型アレルのヘテロ結合の3つの可能性がある。正常な女性の体細胞ではどちらか1本のX染色体が不活化されるため、男性でも女性でもX連鎖遺伝子の発現は同等である。このX遺伝子の不活化のため、X連鎖遺伝疾患の女性ヘテロ体では組織ごとに異常アレルが発現される細胞の割合が異なり、臨床症状が異なる場合がある。X連鎖性遺伝の優性と劣性は遺伝形式は、ヘテロ接合体の女性の表現型に基いて区別される。ヘテロ接合体の女性が表現型を示せば優性であり、示さなければ劣性である。しかしX染色体の不活化によって表現型を示さないこともあり、優性、劣性という表現を用いない方がよいという意見もある。
よく知られたX連鎖疾患の40％近くは、女性ヘテロ接合体のほとんどが発症しない（浸透率数％未満）ため劣性と分類される。30％は女性ヘテロ接合体の大多数（＞85％）が発症するため優性と分類される。残り30％はいくらか（15 - 85％）の女性ヘテロ接合体で発症するため優性、劣性のいずれにも分類できない。このような実情であるが、慣習上X連鎖性疾患でも優性、劣性という分類が使われ続けている。
X連鎖劣性遺伝
X連鎖劣性遺伝の表現型の遺伝は特徴的である。X連鎖劣性の変異は典型的には、変異を受け継いだすべての男性に症状が出現するが、女性ではホモ接合体を受け継いだ場合のみ症状が出現する。そのためX連鎖劣性遺伝疾患は男性に限定され、女性で認められることは稀になる。ただしホモ接合体の女性、不均等なX遺伝子の不活化により症状を発現するヘテロ接合体の女性で、症状が認められることがある。歴史的にはヴィクトリア女王の子孫に認められた王家の血友病である血友病Aや血友病Bが重要である。神経内科ではデュシェンヌ型筋ジストロフィーが有名である。呼吸管理の進歩やステロイド治療で近年は平均寿命が延長したが、かつてはデュシェンヌ型筋ジストロフィーの男性は20歳以前に死亡し、生殖不可能であった。女性の保因者しか生殖は不可能であった。それにもかかわらずこの疾患が一定の割合で推移したのは、罹患男性が生殖できないことで失われた変異アレルが、新生突然変異で絶えず置き換えられてきたためと考えられている。以下にX連鎖性劣性遺伝の特徴をまとめる。
- 形質の発生率は女性より男性の方が高い。
- ヘテロ接合の女性は通常罹患しないが、X不活化パターンにより決定される様々な重症度の疾患を発現する場合がある。
- 疾患の責任遺伝子は罹患男性から娘すべてに伝達される。娘のどの息子も遺伝子を受け継ぐ可能性は50％である。
- 変異アレルは通常父から息子へ直接伝達されることはないが、罹患した男性から娘にすべてに伝達される。
- 変異アレルは保因者女性を介して何世代も伝達されることがある。そのような場合は罹患男性は女性を介しての一族一員である。
- 孤発例の場合は新生突然変異によるものがかなり存在する。

X連鎖優性遺伝
X連鎖性優性遺伝は男性から男性の伝達を認めないため、常染色体優性遺伝と区別できる。完全浸透のX連鎖優性の家系では罹患男性のすべての娘が罹患し、すべての息子が罹患しないのが特徴となる。女性を介しての遺伝形式は、常染色体優性遺伝と違いはない。ほとんどのX連鎖性優性遺伝疾患は不完全優性であり、罹患女性のほとんどがヘテロ接合体で症状は軽度である。X連鎖性優性遺伝を示す疾患は稀であり、ビタミンD抵抗性くる病（X連鎖低リン血症性くる病）、アルポート症候群の一部、レット症候群の一部などが分類される。X連鎖性優性遺伝の特徴を以下にまとめる。
- 罹患男性と正常配偶者の間には、罹患した息子および正常な娘を存在しない。
- 女性保因者の子は男女ともに表現型を受け継ぐリスクが50％である。女性保因者付近の家系図は常染色体優性遺伝の場合と同様である。
- 罹患女性は罹患男性の約2倍だが、罹患女性は典型的にはより軽度な（変化に富むが）表現型を発現する。

### 多因子遺伝疾患
多因子遺伝はほとんどの疾患の原因に関与している。多因子遺伝は単一遺伝子疾患で認められる特徴的な遺伝形式を示さなくとも、罹患者の血縁者における再発率が高いことや一卵性双生児において同じ疾患に罹患する頻度や高いことにより示される。多因子遺伝疾患にはヒルシュスプルング病、口唇口蓋裂、あるいは先天性心疾患などの先天性奇形の他、アルツハイマー型認知症、糖尿病、高血圧などの成人になってから発症する多くの疾患が含まれ、「よくある病気」（コモンディジーズ）とも呼ばれる。
これらは環境因子と遺伝因子の両方から影響を受けて発症するため、「遺伝子が中に弾を込め、環境は引き金を引く」と言われている。多くの場合、予防的な生活をすれば発症を抑制することができるが、一部のがんといった疾患の中には遺伝因子の特に強いものが存在する。例として、BRCA1遺伝子によりおよそ80%の確率で発症する乳がん、同じくおよそ50%の確率で発症する卵巣がんが挙げられる。

## 遺伝子疾患の一覧
遺伝子疾患の分類法には、ここで行う、発現する疾患の性格から分類するやり方のほか、「種類」の項で示されたように遺伝子異常のパターンから分類するやり方もある。

### 先天性代謝異常症
先天性代謝異常症は、人体にとって重要な役割を果たす酵素の量あるいは質の異常によって発生する。酵素の異常から原因遺伝子が判明することよりも、ある症候群の患者に共通する遺伝子異常から、酵素が発見されて病態が解明されるケースがむしろ多い。
フェニルケトン尿症
12q22-q24.1に位置する、phenylalanine hydroxylase（フェニルアラニン水酸化酵素）遺伝子の異常によって発症する。遺伝形式は、常染色体劣性遺伝。主症状は中枢神経障害であり、生後数ヶ月からの発達遅滞、けいれん（重症の場合、点頭てんかんの症状を呈する）など。新生児マススクリーニング対象疾患であり、食事療法により症状の進行を止めることができる（症状が軽症のうちなら、改善することもありえる）。
ビオプテリン代謝異常症
テトラヒドロビオプテリンの生合成系、または再生系酵素の先天性異常による疾患で、典型的には高フェニルアラニン血症を呈し、フェニルケトン尿症と同様の症状（ただしフェニルケトン療法の食事療法に反応しない）となる。原因となる遺伝子異常は複数あり、いずれかひとつの異常で発症する。テトラヒドロビオプテリンおよび神経伝達物質の補充が必要。多くの病型は常染色体劣性遺伝だが、常染色体優性遺伝の形式をとるものもある（瀬川病）。新生児マススクリーニングでは、フェニルケトン尿症疑いとして発見される。
メープルシロップ尿症
α－ケト酸代謝障害による疾患で、分枝鎖α－ケト酸脱水素酵素複合体を形成するE1α、E1β、E2、E3のいずれかの異常で発症する。原因となる遺伝子変異は、60種類以上あるとされている。低血糖・ケトアシドーシスによる意識障害発作を起こし、かつ異常代謝産物の蓄積や脳浮腫により神経症状を来たす。新生児マススクリーニング対象疾患。
ホモシスチン尿症
メチオニンの代謝産物であるホモシスチンが体内に蓄積することによる疾患である。これも原因となりうる酵素は複数あり、報告されている遺伝子変異の種類も多い。症状は眼の疾患、中枢神経症状、骨格異常、血栓塞栓症など。食事療法、ビタミンB6補充療法などを行う。新生児マススクリーニング対象疾患。
白皮症
皮膚や虹彩でのメラニン産生が障害されていることによって起こる疾患。チロジナーゼ欠損症は常染色体劣性遺伝であるが、他にも少なくとも3つの病型で責任遺伝子が明らかになっている。色素欠損のため、全身の皮膚は白く、毛髪は金髪ないし白髪。虹彩は毛細血管のため赤く見えるが、遮光性が不十分であるため、白皮症患者は著しい羞明（まぶしがること）を呈する。
メラニンの欠損はヒト以外の動物にも起こる。この最もわかりやすい例は白い毛皮に赤い目を持つウサギで、アルビノのウサギ同士を交配して飼育用としている。
色素性乾皮症
Xeroderma pigmentosumの略でXPと表記される。生物の細胞には、紫外線照射により傷ついたDNAを修復する機構が存在している。このDNA修復機構が障害されている疾患が色素性乾皮症である。
色素性乾皮症患者では、皮膚への紫外線（日光）照射により容易に皮膚の発赤・腫脹を生じる。やがて雀斑（そばかす）状の色素沈着が出現し、紫外線遮断策をとらなければ小児期に皮膚癌（基底細胞癌、扁平上皮癌、悪性黒色腫など）を生じる。皮膚癌発症の平均年齢は8歳。そのほか、小頭症、精神発達遅滞、難聴、歩行障害など神経系の合併症を認める。
A-Gおよびvariantの8群に分類されており、それぞれに責任遺伝子や予後が異なる。治療は徹底した紫外線遮断を行い、皮膚癌の早期切除につとめる。発達遅滞、歩行障害、難聴に対するリハビリテーションも重要である。生命予後は、かつては皮膚癌の全身転移も問題であったが、腫瘍の早期切除が行われるようになってからは、嚥下困難による誤嚥性肺炎や中枢性呼吸停止など神経症状により決まるようになっている。

### 先天性内分泌疾患
遺伝子異常によりホルモンの異常分泌、または欠損を来し、内分泌疾患として発現する場合がある。
先天性副腎皮質過形成（せんてんせいふくじんひしつかけいせい）
「過形成」の名が冠されているが、副腎皮質ステロイド合成酵素の異常による疾患である。
重症型（塩類喪失型）では糖質コルチコイド・鉱質コルチコイドの不足による病態（全身状態不良・ショックや低ナトリウム・高カリウム血症）をきたす。後述する男性化も重度。
軽症型（単純男性型）では鉱質コルチコイド（アルドステロン）分泌は正常、糖質コルチコイド（コルチゾール）分泌もほぼ正常だが、副腎皮質刺激ホルモン (ACTH) 過剰により副腎皮質アンドロゲン（男性ホルモン）過剰が生じ、男性化（男児の場合は陰茎の肥大や色素沈着、女児の場合陰核肥大による外性器の男性化）がみられる。
新生児マススクリーニング対象疾患。

### 原発性免疫不全症候群
原発性免疫不全症候群（げんぱつせいめんえきふぜんしょうこうぐん）とは、免疫担当細胞の機能異常や抗体・補体など免疫にかかわる生体物質の質あるいは量の異常のため、易感染性（感染症にかかりやすいこと）を示す疾患。別名、先天性免疫不全症。いくつかの原発性免疫不全症候群では、責任遺伝子が明らかになっている。詳しくは原発性免疫不全症候群の内部リンクを参照のこと。
X連鎖無ガンマグロブリン血症(伴性無ガンマグロブリン血症;はんせいむがんまぐろぶりんけっしょう）
X-linked agammaglobulinemiaはXLAと略されることが多い。XLAは、Xq21.3に存在するブルトン型チロシンキナーゼ (Bruton's tyrosine kinase,Btk) をコードするBTK遺伝子の異常によって起こる。X染色体上に責任遺伝子の存在する伴性劣性遺伝の形式をとる疾患のため、患者のほとんどは男性。
Btk蛋白の異常により、γ－グロブリン（いわゆる抗体）産生に携わるB細胞の分化が障害され、特に細菌感染を受けやすくなる。治療は、γ－グロブリンの定期的な補充が中心で、理論上造血幹細胞移植は有効のはずだが、移植に伴うリスクは移植のメリットを上回らないと考えられるケースが多く、原則として行われない。
アデノシンデアミネース欠損症（Adenosine deaminase dificiency;ADA欠損症）
プリン（核酸構成物質）代謝酵素であるアデノシンデアミネースの欠損による疾患で、その発症機序は十分に解明されたとはいえないが、重症複合型免疫不全症（じゅうしょうふくごうがためんえきふぜんしょう、Severe combined immunodificiency;SCID）として発症する。常染色体劣性遺伝。生後まもなくから、ウイルス、細菌、真菌などあらゆる感染症に対して易感染性を示す。造血幹細胞移植が第一選択である。その他、酵素補充療法（日本国内未承認）、遺伝子治療（標準的治療としては確立していない）なども行われる。
このほか、いくつかの重症複合型免疫不全症も、責任遺伝子が明らかになっている。

### 先天性皮膚疾患
- 先天性表皮水疱症
- 尋常性魚鱗癬

先天性乏毛症

### 多発性腫瘍
神経線維腫症1型（von Recklinghausen…フォン・レックリングハウゼン病）
17q11.2に存在するニューロフィブロミン遺伝子の異常による疾患で、常染色体優性遺伝の形式をとる。日本での頻度は3000-4000人に一人。
症状は、皮膚のカフェオレ斑（6個以上）、神経線維腫（神経細胞や神経を栄養する血管の腫瘍で、背中などの皮膚に近いところにできるために「こぶ」がたくさんできているようにみえる）、眼病変（虹彩小結節、視神経膠腫）、骨病変（脊柱側わん）など。
神経線維腫症2型
22q12.2に存在するシュワノミン遺伝子の異常が責任遺伝子として同定されている。4万人に一人と、1型よりもまれな病気だが、両側性の聴神経鞘腫のために難聴を生じる。
家族性大腸ポリポーシス
5q21に存在するAPC遺伝子の異常による疾患。常染色体優性遺伝である。大腸に100個以上の腺腫（ポリープ）ができる疾患であるが、このポリープが高率に癌化（大腸癌）することが最も大きな問題である。40歳過ぎまでに50%が、60歳までに90%程の患者が大腸癌に罹患するとされる。大腸癌の発生を防ぐためには、現在のところ大腸を全摘出する以外に方法がない。
遺伝性非ポリポーシス大腸癌
別名リンチ症候群とも。DNAミスマッチ修復酵素の変異による。大腸・直腸癌の家族内集積を契機に研究されたが、実際には多臓器に悪性腫瘍を発症する。

### 奇形症候群
アンジェルマン (Angelman) 症候群 (AS)
不眠症を生じ、多幸感があり、何もないときでも笑うことがある。腕を上げながら歩く（操り人形様歩行）。発見者のアンジェルマン医師により、「幸せな操り人形」と表現された。
ウィリアムズ (Williams) 症候群 (WS)
知的障害、心臓病、歯のエナメル質形成不全を生じ、特に算数・数学面での著しい学習障害があり、独特の顔つきを示す。言語感覚や音楽感覚は比較的良好であり、絶対音感を保有する者も多い。有名な歌手であるグロリア・レンホフは、楽譜は読めないが28ヶ国語の2000曲以上の歌詞を覚えている。1961年に医師J.C.P.ウィリアムズにより報告された。
プラダー・ウィリー (Prader-Willi) 症候群 (PWS)

カルマン (Kallmann) 症候群
嗅覚の低下と性腺機能低下を伴う症候群。
原因は、Xp22.3領域のKAL遺伝子
病態は、性腺機能低下は視床下部の障害による。
統計は、約80%は家族性発症する。
アイカルディ (Aicardi) 症候群
脳梁欠損、網脈絡膜症 (lacuna)、そして点頭てんかんを主な症状とし、重度の精神発達遅滞を来たす。男児にとっては致死的なためほぼ全例は女児に発症している（男児が発症した例が一例だけある）。死因の原因は胎児性癌が最も多い。
コルネリア・ド・ランゲ（コルネリア・ディ・ランジェ Cornelia de Lange）症候群 (CDLS)
各種の発達の遅れが見られる。外見の特徴としては、両方の眉毛が繋がっている。1933年にオランダの小児科医コルネリア・デ・ランゲによって報告されたのが病名の由来。第一発見者ブラッハマンの名を取り、Brachmann de Lange症候群（ブラッハマン・デ・ランゲしょうこうぐん）ともいう。
ルビンスタイン・テイビー（ルビンスタイン・タイビー Rubinstein-Taybi）症候群
小さい頭、低い身長、太い眉、離れた両目、多指合指症、てんかん、精神遅滞（IQにして50以下）が見られる。
アペール（アペルト、エイパー Apert）症候群
尖頭合指症ともいう。特徴的な顔貌で、手足の指に癒合などの奇形があり、水頭症予防の手術が必要になる場合もある。病状が似ているため、クルーゾン病と同一視する場合もある。
22q11.2欠失症候群 (Catch-22)
心疾患や口蓋裂、学習障害などがみられる。 病名は、心血管異常 (Cardiac defects)、特有な顔貌 (Abnormal facies)、胸腺低形成 (Thymic hypoplasia)、口蓋裂 (Cleft palate)、低カルシウム血症 (Hypocalcemia)の頭文字を取ったもの。この病名はジョセフ・ヘラーによる不条理小説「キャッチ=22」の題名と意図的に合わせたものとされるが、この語には俗語として「逃れることができない窮地」という意味もあるため、改名運動がある。
脆弱X（フラジャイルエックス fragile X）症候群
大部分が男児である。X染色体の一部が切断されそうになっているのが特徴である。知的障害、自閉性症状などがある。外見の特徴としては大きな耳、大きな陰嚢などである。
ミラー・ディッカー (Miller-Dieker) 症候群
滑脳症という、脳のしわがない疾患。男女比はほぼ一。
チャージ(CHARGE)症候群
　　原因は、常染色体8番q12.1にあるCHD7遺伝子の新生突然変異。
　　病態は、コロボーマ（目の組織の部分欠損）や高度難聴、後鼻孔の閉鎖、嚥下障害、ホルモンの異常、発達の遅れなど頭頚部を始め全身多岐にわたる。種類や程度は個体により様々。外見の特徴としては、折り重なったような耳介など。
　　かつてCHARGE Assosiation（チャージ連合；チャージれんごう）と呼ばれていたものと同一。責任遺伝子の解明等で近年症候群と呼ばれるようになった。
　　生命予後はよく、ゆっくりだが発達を続ける。